# آدالیمومب
آدالیمومب (به انگلیسی: Adalimumab) (با نام‌های تجاری CinnoRA ،Humira و Exemptia) مهارکننده TNF، داروی ضد التهابی است. آدالیمومب با متصل شدن به عامل نکروز توموری آلفا (TNFα)، از فعال شدن گیرنده‌های TNF جلوگیری می‌کند؛ ثابت شده است که غیر فعال کردن TNFα در کاهش واکنش‌های التهابی مرتبط با بیماری‌های خود ایمنی مهم است. آدالیمومب در ایالات متحده برای آرتریت روماتوئید، آرتریت پسوریاتیک، اسپوندیلیت انکیلوزان، پلاک پسوریازیس متوسط تا شدید مزمن، آرتریت ایدیوپاتیک جوانان، بیماری کرون متوسط تا شدید در کودکان و بزرگسالان،کولیت اولسراتیو، هیدرآدنیت چرکی و انواع یوئیت غیر عفونی بزرگسالان و کودکان تایید شده است. در بیماری آرتریت روماتوئید میزان پاسخ بیماران به آدالیمومب مشابه متوترکسات است اما در صورت مصرف ترکیبی متوترکسات و آدالیمومب میزان پاسخ بیماران دو برابر می‌شود.
هیومیرا از سال ۲۰۱۲ تا ۲۰۱۷ پرفروش‌ترین داروی نسخه‌ای دنیا بوده است و پیش‌بینی می‌شود که در سال ۲۰۱۸ نیز این عنوان با فروشی ۲۰ میلیارد دلاری حفظ شود. طبق پیش‌بینی‌ها هیومیرا عنوان پر فروش‌ترین داروی نسخه‌ای دنیا را تا سال ۲۰۲۴ حفظ خواهد کرد. مقدار تجمعی فروش این دارو از سال ۱۹۹۲ تا ۲۰۱۷ رقمی بالغ بر ۷۵.۷۲ میلیارد دلار بوده است. 

## کاربردهای درمانی
آدالیمومب مانند سایر مهارکننده‌های TNFα یک داروی سرکوب‌کننده سیستم ایمنی است و برای درمان بیماری‌های خودایمنی مانند آرتریت روماتویید استفاده می‌شود.
آدالیمومب زیرپوستی تزریق می‌شود و درمان نگهدارنده (maintenance treatment) آن برای اغلب کاربردهای درمانی به صورت تزریق یک‌هفته‌درمیان است.
موارد درمانی آدالیمومب شامل موارد زیر است:

### آرتریت روماتوئید
آدالیمومب علائم و نشانه‌های آرتریت روماتوئید متوسط تا شدید بزرگسالان را کاهش می‌دهد و می‌تواند به تنهایی و یا در کنار داروهای ضد روماتسیمی اصلاح‌کننده بیماری استفاده شود. همچنین نتایج مطالعات نشان داده است که این دارو برای بچه‌های ۲ ساله یا بزرگتر مبتلا به آرتریت ایدیوپاتیک جوانان مؤثر است و برای این کاربرد درمانی تنها یا در کنار متوترکسات و سایر داروها تایید شده است. آدالیمومب از سال ۲۰۰۲ در آمریکا برای مصرف به صورت تنها یا در کنار متوترکسات و سایر داروها برای بیماران آرتریت روماتوئید مورد تایید قرار گرفته است.

### آرتریت پسوریاتیک
آدالیمومب برای کاهش علائم و نشانه‌ها، جلوگیری از پیشرفت آسیب‌های ساختاری و بهبود کارکردهای فیزیکی در بزرگسالان مبتلا به آرتریت پسوریاتیک کاربرد دارد. برای این بیماران آدالیمومب به تنهایی یا همراه با داروهای غیر بیولوژیک ضد روماتسیمی اصلاح‌کننده بیماری می‌تواند استفاده شود. عوارض شایع این بیماری شامل موارد زیر می شود:
۱- بیماران مبتلا به آرتریت پسوریاتیک در معرض خطر بیشتری برای ابتلا به دیابت نوع ۲ قرار دارند، بنابراین باید به‌  طور مرتب قند خون خود را اندازه‌گیری کنند.
۲- افراد مبتلا به آرتریت پسوریاتیک درمقایسه با بیماران مبتلا به پسوریازیس، ۳۰ درصد بیشتر به فشارخون بالا مبتلا می‌شوند.
۳- حدود ۶۰ درصد از مبتلایان به پسوریازیس افسردگی را تجربه می‌کنند
۴- یکی دیگر از علائم این بیماری، تار شدن، قرمزی و حساسیت چشم به نور است.
۵- آرتریت پسوریاتیک مانند دیگر بیماری‌های خودایمنی، می‌تواند باعث خستگی و بی‌حالی شود. تحقیقات نشان داده‌اند افرادی که دچار درد جسمی یا استرس روانی هستند، بیشتر احساس خستگی را تجربه می‌کنند .التهاب ناشی از این بیماری از دیگر دلایل ایجاد خستگی است
۶- تورم حاصل از آرتریت پسوریاتیک می‌تواند به عروق خونی آسیب برساند و خطر بیماری‌های قلبی را بالا ببرد.
۷- پسوریازیس با مقاومت به انسولین مرتبط است . مقاومت به انسولین می تواند به سندروم های متابولیک منجر شود که با علائمی مانند چاقی، افزایش قند خون و افزایش فشار خون مشخص می شود

### اسپوندیلیت آنکیلوزان
آدالیمومب برای کاهش علائم و نشانه‌ها در بزرگسالان مبتلا به اسپوندیلیت آنکیلوزان کاربرد دارد.

### بیماری کرون بزرگسالان
آدالیمومب برای کاهش علائم و نشانه‌ها و القا و حفظ بهبودی بالینی در بزرگسالانی که به بیماری کرون متوسط تا شدید مبتلا بوده و به درمان‌های رایج پاسخ نمی‌دهند به کار می‌رود. هم‌چنین این دارو برای کاهش علائم و نشانه‌ها و القای بهبودی بالینی در بیمارانی که به اینفلیکسیمب مقاوم هستند یا پاسخ نمی‌دهند استفاده می‌شود.

### بیماری کرون کودکان
آدالیمومب برای کاهش علائم و نشانه‌ها و القا و حفظ بهبودی بالینی در کودکان ۶ ساله یا بزرگ‌تر که به بیماری کرون متوسط تا شدید مبتلا بوده و به کورتیکواستروئیدها یا داروهای تنظیم‌کننده سیستم ایمنی مانند آزاتیوپرین، مرکاپتوپورین یا متوترکسات پاسخ نمی‌دهند استفاده می‌شود.

### کولیت اولسراتیو
آدالیمومب برای القا و حفظ بهبودی بالینی در بزرگسالانی که به بیماری کولیت اولسراتیو متوسط تا شدید مبتلا بوده و به داروهای تنظیم‌کننده سیستم ایمنی مانند آزاتیوپرین، مرکاپتوپورین یا متوترکسات پاسخ نمی‌دهند استفاده می‌شود.

### پلاک پسوریازیس
آدالیمومب برای درمان بیماران مبتلا به پلاک پسوریازیس متوسط تا شدید که نامزد درمان سیستمیک یا نوردرمانی هستند و یا وقتی که بقیه گزینه‌های درمان سیستمیک از لحاظ درمانی مناسب نیستند، استفاده می‌شود. آدالیمومب فقط باید برای بیمارانی تجویز شود که کاملاً تحت نظر هستند و به طور منظم توسط پزشک ویزیت می‌شوند.

### هیدرآدنیت چرکی
آدالیمومب برای درمانی بیماری هیدرآدنیت چرکی متوسط تا شدید مورد تایید قرار گرفته است.

### یوئیت
آدالیمومب برای درمان کودکان بزرگ‌تر از ۲ سال و بزرگسالان مبتلا به یوئیت غیرعفونی منتشر، خلفی و میانی به کار می‌رود.